# Вебстер-Спрінгс (Західна Вірджинія)
Вебстер-Спрінгс (англ. Webster Springs) — місто (англ. town) в США, в окрузі Вебстер штату Західна Вірджинія. Населення — 731 особа (2020).

## Географія
Вебстер-Спрінгс розташований за координатами 38°28′40″ пн. ш. 80°24′19″ зх. д. / 38.47778° пн. ш. 80.40528° зх. д. (38.477719, -80.405300).  За даними Бюро перепису населення США в 2010 році місто мало площу 1,23 км², з яких 1,16 км² — суходіл та 0,06 км² — водойми.

## Демографія
Згідно з переписом 2010 року, у місті мешкало 776 осіб у 363 домогосподарствах у складі 211 родини. Густота населення становила 633 особи/км².  Було 447 помешкань (364/км²).
Расовий склад населення:
| - 99,2 % — білих - 0,1 % — корінних американців - 0,1 % — чорних або афроамериканців |

До двох чи більше рас належало 0,5 %. Частка іспаномовних становила 0,3 % від усіх жителів.
За віковим діапазоном населення розподілялося таким чином: 20,6 % — особи молодші 18 років, 61,4 % — особи у віці 18—64 років, 18,0 % — особи у віці 65 років та старші. Медіана віку мешканця становила 45,3 року. На 100 осіб жіночої статі у місті припадало 91,6 чоловіків;  на 100 жінок у віці від 18 років та старших — 88,4 чоловіків також старших 18 років.
Середній дохід на одне домашнє господарство  становив 41 096 доларів США (медіана — 35 595), а середній дохід на одну сім'ю — 51 513 долари (медіана — 45 000). Медіана доходів становила 38 750 доларів для чоловіків та 24 750 доларів для жінок. За межею бідності перебувало 17,8 % осіб, у тому числі 16,3 % дітей у віці до 18 років та 17,3 % осіб у віці 65 років та старших.
Цивільне працевлаштоване населення становило 360 осіб. Основні галузі зайнятості: освіта, охорона здоров'я та соціальна допомога — 33,1 %, публічна адміністрація — 15,0 %, роздрібна торгівля — 12,8 %.